# Чемпионат мира по шорт-треку 2024
Чемпионат мира по шорт-треку 2024 года проходил с 15 по 17 марта в Роттердаме (Нидерланды). Соревнования были проведены среди мужчин, женщин и в эстафетах.
Чемпион в многоборье с 2023 года не определяется. Соревнования проводятся на отдельных дистанциях 500 м, 1000 м, 1500 м, как у мужчин, так и у женщин.
На чемпионате также проводятся эстафеты у женщин на 3000 м и у мужчин на 5000 м, а также смешанные эстафеты. В соревнованиях принимают участие команды из четырёх спортсменов.
Из-за полномасштабного вторжения России на Украину спортсмены из России и Белоруссии были отстранены от участия в чемпионате мира.

## Медали

### Общий зачёт
(Жирным шрифтом выделено самое большое количество медалей в своей категории; принимающая страна также выделена)
| Общее количество медалей | Общее количество медалей | Общее количество медалей | Общее количество медалей | Общее количество медалей | Общее количество медалей |
| Место                    | Страна                   | Золото                   | Серебро                  | Бронза                   | Всего                    |
| ------------------------ | ------------------------ | ------------------------ | ------------------------ | ------------------------ | ------------------------ |
| 1                        | Китай                    | 4                        | 0                        | 0                        | 4                        |
| 2                        | Канада                   | 2                        | 0                        | 2                        | 4                        |
| 3                        | США                      | 1                        | 2                        | 3                        | 6                        |
| 4                        | Республика Корея         | 1                        | 2                        | 0                        | 3                        |
| 4                        | Нидерланды               | 1                        | 2                        | 0                        | 3                        |
| 6                        | Италия                   | 0                        | 2                        | 2                        | 4                        |
| 7                        | Казахстан                | 0                        | 1                        | 0                        | 1                        |
| 8                        | Австралия                | 0                        | 0                        | 1                        | 1                        |
| 8                        | Польша                   | 0                        | 0                        | 1                        | 1                        |
| Всего стран: 9           | Всего стран: 9           | 9                        | 9                        | 9                        | 27                       |

### Призёры

#### Мужчины
| Дисциплина      | Золото                                                                        | Золото   | Серебро                                                                         | Серебро  | Бронза                                                                    | Бронза   |
| --------------- | ----------------------------------------------------------------------------- | -------- | ------------------------------------------------------------------------------- | -------- | ------------------------------------------------------------------------- | -------- |
| 500 метров      | Линь Сяоцзюнь Китай                                                           | 41.592   | Денис Никиша Казахстан                                                          | 41.676   | Жордан Пьер-Жиль Канада                                                   | 52.289   |
| 1000 метров     | Уильям Данджину Канада                                                        | 1:25.534 | Пьетро Сигель Италия                                                            | 1:25.555 | Лука Спекенхаузер Италия                                                  | 1:26.026 |
| 1500 метров     | Сунь Лун Китай                                                                | 2:23.009 | Йенс Ван ’т Ваут Нидерланды                                                     | 2:23.260 | Брендан Кори Австралия                                                    | 2:23.428 |
| Эстафета 5000 м | Китай · Ли Вэньлун · Линь Сяоцзюнь · Сунь Лун · Шаоанг Лю · Шаолинь Шандор Лю | 7:18.468 | Республика Корея · Пак Чи Вон · Хван Дэ Хон · Со И Ра · Ким Гон У · Ли Джон Мин | 7:18.641 | Польша · Лукаш Кучиньский · Михал Невиньский · Феликс Пижон · Диан Селлье | 7:19.103 |

#### Женщины
| Дисциплина      | Золото                                                                                                 | Золото   | Серебро                                                               | Серебро  | Бронза                                                                  | Бронза   |
| --------------- | --- | -------- | --------------------------------------------------------------------- | -------- | ----------------------------------------------------------------------- | -------- |
| 500 метров      | Ким Бутен Канада                                                                                       | 42.626   | Ксандра Велзебур Нидерланды                                           | 42.833   | Кристен Сантос-Грисволд США                                             | 42.929   |
| 1000 метров     | Кристен Сантос-Грисволд США                                                                            | 1:42.717 | Ким Гил Ли Южная Корея                                                | 1:43.049 | Арианна Фонтана Италия                                                  | 1:43.074 |
| 1500 метров     | Ким Гил Ли Южная Корея                                                                                 | 2:21.192 | Кристен Сантос-Грисволд США                                           | 2:21.413 | Кори Стоддард США                                                       | 2:22.244 |
| Эстафета 3000 м | Нидерланды · Сельма Паутсма · Яра ван Керкхоф · Ксандра Велзебур · Сюзанне Схюлтинг · Михелле Велзебур | 4:07.788 | США · Кори Стоддард · Кристен Сантос-Грисволд · Джули Летай · Юнис Ли | 4:08.061 | Канада · Ким Бутен · Данаэ Бле · Кортни Саро · Рене Стиндж · Рикки Доак | 4:12.675 |

### Смешанная эстафета
| Event           | Золото                                                                      | Золото   | Серебро                                                                                     | Серебро  | Бронза                                                                   | Бронза   |
| --------------- | --------------------------------------------------------------------------- | -------- | ------------------------------------------------------------------------------------------- | -------- | ------------------------------------------------------------------------ | -------- |
| Эстафета 2000 м | Китай · Гун Ли · Фань Кэсинь · Линь Сяоцзюнь · Шаоанг Лю · Сунь Лун · Ван Е | 2:37.697 | Италия · Андреа Кассинелли · Арианна Сигель · Пьетро Сигель · Глория Иориатти · Кьяра Бетти | 2:37.747 | США · Маркус Ховард · Эндрю Хо · Кори Стоддард · Кристен Сантос-Грисволд | 2:39.369 |